# EXILE ATSUSHI LIVE TOUR 2014 “Music”
『EXILE ATSUSHI LIVE TOUR 2014 "Music"』（エグザイル アツシ ライブ ツアー にせんじゅうよん ミュージック）は、EXILE ATSUSHIのライブ・ビデオ。2014年10月29日にrhythm zoneから発売。
2014年4月12日から7月13日にかけて、全11都市24公演で約30万人を動員したソロとしては初となるアリーナツアー『EXILE ATSUSHI LIVE TOUR 2014 "Music"』のさいたまスーパーアリーナ公演の模様を収録。
2DVDと2DVD（特典映像付豪華盤）、Blu-rayとBlu-ray（特典映像付豪華盤）の計4形態での発売。EX FAMILY・LDH official mobile CD/DVD SHOPでは限定ジャケット仕様の初回限定盤が販売。
また、同日発売のシングル『Precious Love』のDVDには、同ツアーの大阪城ホール公演で披露された「Precious Love」のライブバージョンが収録されている。

## 収録内容
1. MAKE A MIRACLE
2. Colorful Love
3. Change My Mind
4. Real Valentine
5. 懺悔
6. 砂時計
7. Eternal...
8. 最後の雨
9. FIND YOU 〜 Summer time cruisin'
10. 響〜HIBIKI〜 〜 Yell
11. LA LA 〜孤独な夜に〜
12. 道しるべ
13. MELROSE 〜愛さない約束〜
14. 青い龍
15. Ooo Baby
16. Another World
17. So Special -Version EX- / EXILE ATSUSHI + AI
18. EXILEメドレー
（Rising Sun / ALL NIGHT LONG / I Wish For You / 24karats STAY GOLD / 24karats TRIBE OF GOLD）
19. Angel Heart
20. ALIVE feat. m-flo
21. Piano 弾き語りコーナー
（ぼくドラえもん / ALL OF ME / 言葉にできない / Let It Be / Imagine / One love）
22. 愛燦燦
23. Choo Choo TRAIN

- LIFE 2 -LIVE TOUR 2014 "Music" Document-